# Dascălu, Ilfov
Dascălu là một xã thuộc hạt Ilfov, România. Dân số thời điểm năm 2002 là 2566 người.